# Ужок
Ужо́к (укр. Ужок, словац. Užok, венг. Uzsok) — село в Ставненской сельской общине Ужгородского района Закарпатской области Украины.
Железнодорожная станция Ужок. По селу протекает река Уж. Михайловская церковь 1745 года с колокольней. Поблизости расположен Ужокский перевал.

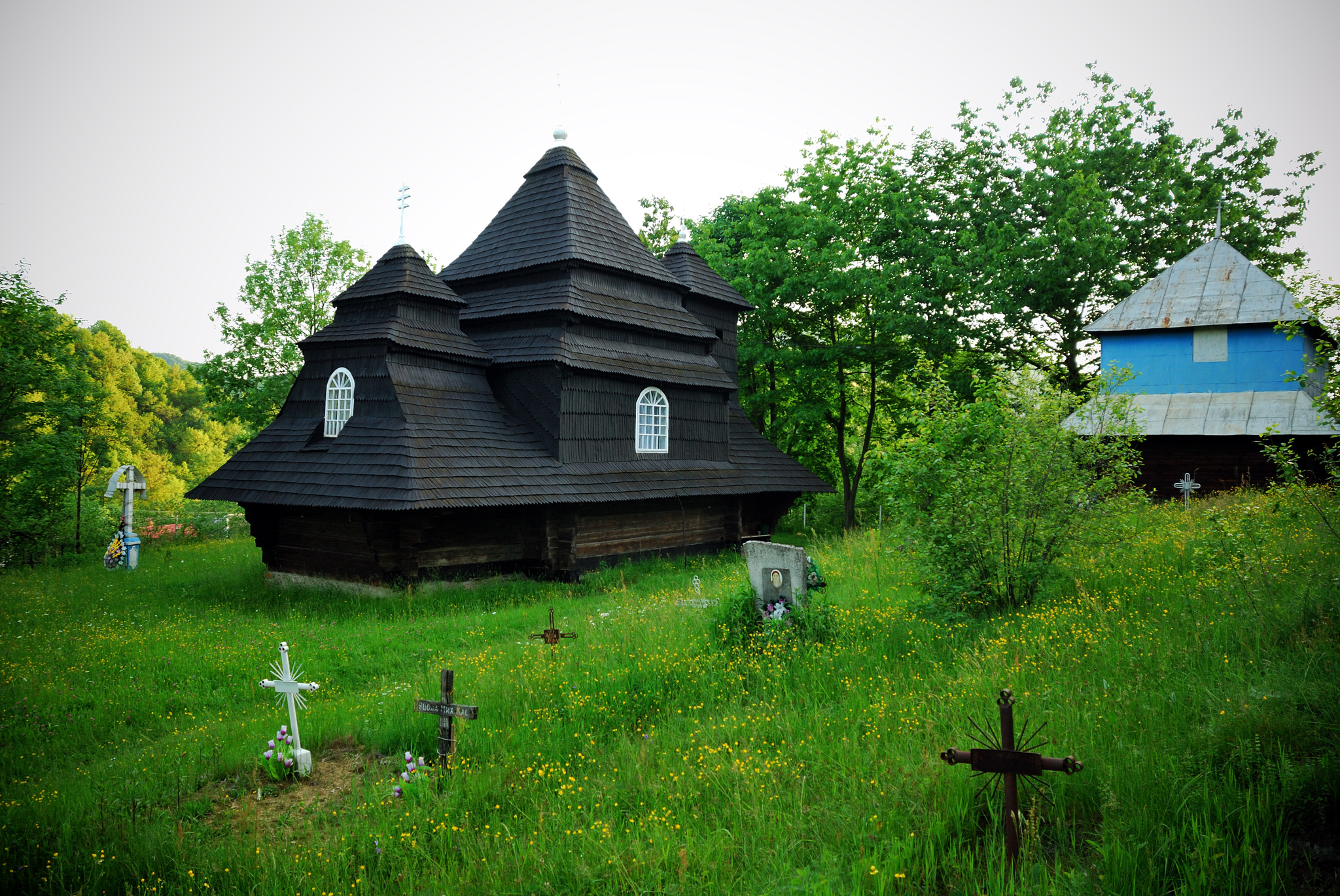
Деревянная церковь Архангела Михаила с колокольней (1745 год)

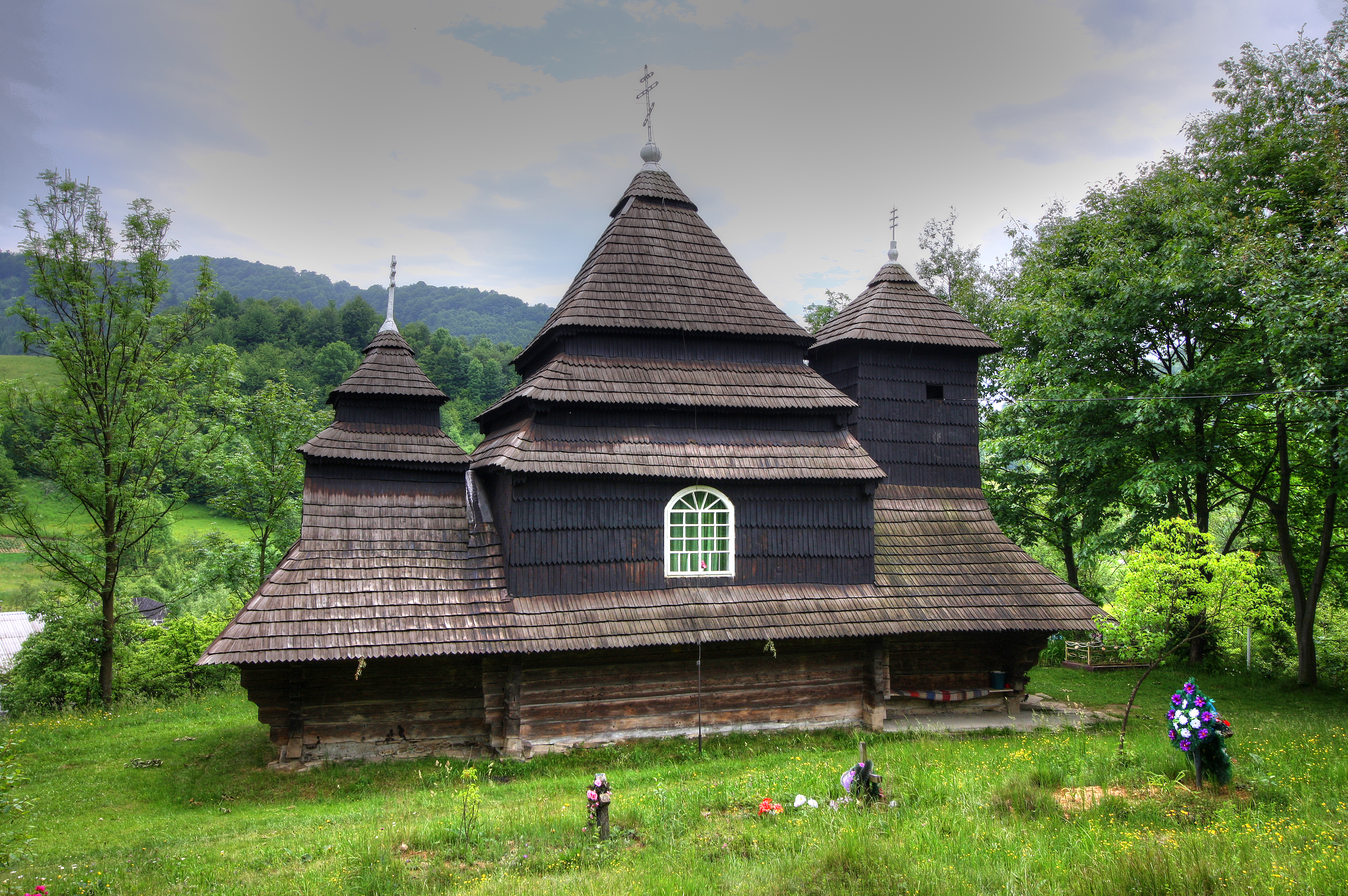
Церковь Архангела Михаила 1745 год

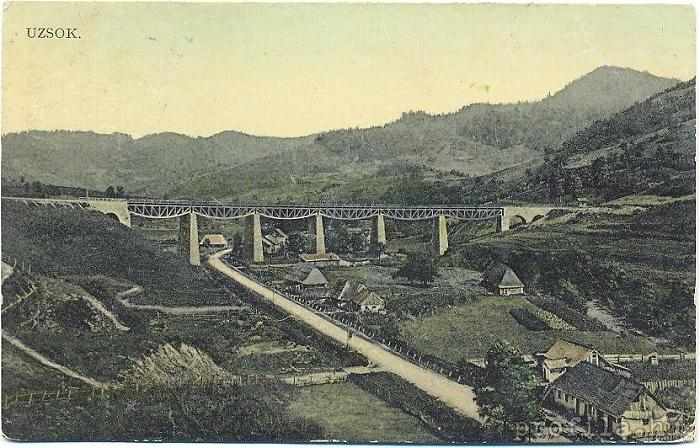
Виадук в Ужоке на старом фото